# برانزویک رکوردز
برانزویک رکوردز (انگلیسی: Brunswick Records) شرکت نشر موسیقی آمریکایی است، که در سال ۱۹۱۶ تأسیس شد.